# Рёдовре (коммуна)
Коммуна Рёдовре (дат. Rødovre Kommune) — муниципалитет в столичном регионе (дат. Region Hovedstaden) Дании, пригород Копенгагена. Площадь — 12,12 км², что составляет 0,03 % от площади Дании без Гренландии и Фарерских островов. Численность населения на 1 января 2021 года — 41119 чел.

## Политика муниципалитета
Управляющим органом власти является муниципальный совет, состоящий из 19 членов, которые избираются жителями Родовре для принятия политических решений и руководства муниципалитетом. Председателем муниципального совета является мэр.

## Железнодорожные станции
- Рёдовре (Rødovre)

## Изображения
- Рёдовре